# Early Laxton
Early Laxton es una variedad cultivar de ciruelo (Prunus domestica), de las denominadas ciruelas europeas. Un híbrido del cruce de 'De Catalogne' x 'Monsieur Hatif'. Criado en Bedford por "Laxton Bros. Ltd.", en 1902.
Las frutas tienen una talla de tamaño pequeño a mediano, de forma redondeada oval, bastante regular, similar a 'Mirabelle', su piel presenta color de fondo amarillo, con sobre color rojo pálido brillante con rubor rosado, y su pulpa es de color amarillo dorado, textura jugosa, y de un sabor dulce y aromático. Tolera las zonas de rusticidad según el departamento USDA, de nivel 4, 5, 6, 7, 8, 9.

## Sinonimia
- "Early Laxton Prolific".

## Historia
'Early Laxton' es una variedad de ciruela, híbrido del cruce de 'De Catalogne' como "Parental Madre" x el polen de 'Monsieur Hatif' como "Parental Padre". Desarrollado y criado por Edward Laxton en los viveros "Laxton Bros. Ltd." Bedford, Inglaterra, (Reino Unido) a inicios del siglo  XX en 1902. Fue introducida en los circuitos comerciales en 1916. Fue galardonada con el «Award of Merit» (Premio al Mérito) por la "Royal Horticultural Society" en 1919.
'Early Laxton' se cultiva en la National Fruit Collection con el número de accesión: 1976 - 156 y nombre de accesión : Early Laxton (EMLA).

## Características
'Early Laxton' árbol de crecimiento débil con muchas ramas y ramas caídas que se rompen y rasgan con facilidad. Las ramas también pueden romperse. Las flores deben aclararse mucho, de lo contrario, los frutos se volverán demasiado pequeños y sin sabor. Parcialmente autopolinizante. Se puede cultivar en cualquier suelo. Sensible a la galena y al cáncer bacteriano. Tiene grandes exigencias de suelo. Tiene un tiempo de floración que comienza a partir del 16 de abril con el 10% de floración, para el 20 de abril tiene una floración completa (80%), y para el 2 de mayo tiene un 90% de caída de pétalos.
'Early Laxton' tiene una talla de tamaño pequeño a mediano, de forma redondeada oval, bastante regular, similar a 'Mirabelle', con peso promedio de 21.60 g, sutura muy poco profunda;epidermis tiene una piel fuerte y ácida, presenta color de fondo amarillo, con sobre color rojo pálido brillante con rubor rosado; pedúnculo de longitud media, finos, leñosos, muy pubescentes, de longitud media de 11.32 mm; pulpa de color amarillo dorado, textura jugosa, y de un sabor dulce y aromático. Algo de carne seca en plena madurez.
Hueso se suelta bien, pero a veces se queda una poca de pulpa pegada a un lado.
Su tiempo de recogida de cosecha se inicia en su maduración de finales julio a inicios de agosto. Recoja a tiempo, porque las frutas a menudo se caen justo antes de que estén maduras. La recolección es necesaria.

## Usos
Se utiliza para su consumo en fresco, y muy apropiada en usos culinarios. 